# 台雲寺 (渋谷区)
台雲寺（だいうんじ）は、東京都渋谷区にある曹洞宗の寺院。

## 概要
1630年（寛永7年）、臨済宗の僧・台雲洞遠によって開山された。開山の台雲洞遠が寺号の由来である。その後、住職不在になっていたが、曹洞宗の流繁林水が中興した。その際に曹洞宗に転宗している。
境内には、浮世絵師の歌川国宗の墓や日清戦争戦没者に関する慰霊碑がある。特筆すべきは、日本軍将兵や軍馬だけでなく、清国軍将兵の慰霊碑もあることである。敵国といえども祖国のために戦い斃れた人々も慰霊しようとしたのである。

## 交通アクセス
- 恵比寿駅より徒歩6分。